# EBNA1BP2
EBNA1BP2 (англ. EBNA1 binding protein 2) – білок, який кодується однойменним геном, розташованим у людей на короткому плечі 1-ї хромосоми.  Довжина поліпептидного ланцюга білка становить 306 амінокислот, а молекулярна маса — 34 852.
| 10         |  | 20         |  | 30         |  | 40         |  | 50         |
| ---------- |  | ---------- |  | ---------- |  | ---------- |  | ---------- |
| MDTPPLSDSE |  | SESDESLVTD |  | RELQDAFSRG |  | LLKPGLNVVL |  | EGPKKAVNDV |
| NGLKQCLAEF |  | KRDLEWVERL |  | DVTLGPVPEI |  | GGSEAPAPQN |  | KDQKAVDPED |
| DFQREMSFYR |  | QAQAAVLAVL |  | PRLHQLKVPT |  | KRPTDYFAEM |  | AKSDLQMQKI |
| RQKLQTKQAA |  | MERSEKAKQL |  | RALRKYGKKV |  | QTEVLQKRQQ |  | EKAHMMNAIK |
| KYQKGFSDKL |  | DFLEGDQKPL |  | AQRKKAGAKG |  | QQMRKGPSAK |  | RRYKNQKFGF |
| GGKKKGSKWN |  | TRESYDDVSS |  | FRAKTAHGRG |  | LKRPGKKGSN |  | KRPGKRTREK |
| MKNRTH     |  |            |  |            |  |            |  |            |

A: Аланін

C: Цистеїн

D: Аспарагінова кислота

E: Глутамінова кислота

F: Фенілаланін

G: Гліцин

H: Гістидин

I: Ізолейцин

K: Лізин

L: Лейцин

M: Метіонін

N: Аспарагін

P: Пролін

Q: Глутамін

R: Аргінін

S: Серин

T: Треонін

V: Валін

W: Триптофан

Кодований геном білок за функцією належить до фосфопротеїнів. 
Задіяний у таких біологічних процесах як біогенез рибосом, поліморфізм, ацетиляція. 
Локалізований у ядрі.